# Jofiel
Jofiel (Zofiel, Ioviel) – jest wodzem chóru Tronów. Według legendy był anielskim doradcą Noego. W Zoharze Zofiel jest jednym z dwóch pomocników Michała (drugim jest Zadkiel), kiedy ten pełni podczas bitwy funkcję "chorążego" pierwszej chorągwi. Według innej lekcji pomocnikami Michała są Jofiel i Cadkiel. W okultyzmie Jofiel jest aniołem przywoływanym podczas Salomonowych obrzędów magicznych, w modlitwie mistrza ceremonii. Milton nazwał go najśmiglejszym wśród cherubinów skrzydłem. Jofiel jest bowiem również Księciem Cherubów. W Mesjadzie Klopstocka Jofiel jest heroldem piekieł. Anioł ten jest również tytułowym bohaterem poematu Marii del Occidente (Marii Gowen Brooks). W utworze tym Jofiel jest upadłym (ale nie złym) aniołem, który zachował resztki dawnej cnoty i piękności, a także tęskną nadzieję na powrót do jedności z Bogiem. Podobizna Jofiela znajduje się w The I'oetical Works of John Milton (wyd. Hayleya). Legenda mówi, że prawda o Jofielu leży gdzieś pośrodku. Legenda ta głosi o przyjaźni Simona (Szatana) z Jofielem. II Wojna w Niebie być może tę przyjaźń umocniła. Lecz Jofiel zrozumiawszy swój błąd zwrócił się do Boga z prośbą o wybaczenie. Nikt nie wie co obecnie dzieje się z Jofielem.